# Bruchophagus trigonellae
Bruchophagus trigonellae is een vliesvleugelig insect uit de familie Eurytomidae. De wetenschappelijke naam is voor het eerst geldig gepubliceerd in 1970 door Zerova.